# Dino Zucchi
Dino Zucchi (Bastiglia, 5 dicembre 1927 – Bologna, 11 ottobre 2011) è stato un cestista italiano.

## Carriera
Con l'Italia ha disputato i Campionati europei del 1951 e i Giochi olimpici di Helsinki 1952.

## Palmarès
- Campionato italiano: 1

Virtus Bologna: 1948-49